# Els Plans (Olius)
Els Plans és una masia del municipi d'Olius inclosa en l'Inventari del Patrimoni Arquitectònic de Catalunya.

## Descripció
És una gran masia fortificada, orientada nord-sud, de planta rectangular i teulada a doble vessant. La façana principal està al sud, amb porta d'arc de mig punt i grans dovelles. Té planta baixa i dos pisos. Hi ha molt poques obertures, petites finestres amb llinda de pedra repartides per les quatre cares. A la paret oest, a la cantonada, hi ha una petita garita de defensa amb una espitllera a la part central; en aquesta mateixa cara s'hi ha adossat una petita construcció, que serveix de magatzem i a la que s'hi entra per una escala exterior.
En un pla superior a la casa hi ha una sèrie de coberts i corrals. Al costat de la façana principal hi ha una petita capella. És una petita capella del segle xviii, adossada a la paret est de la masia dels Plans d'Olius. És d'una sola nau i sense absis. El parament està construït a partir de carreus més o menys regulars, en filades. Té una porta rectangular, amb llinda de pedra i simulant pels costats dues columnes. No hi ha cap mena de decoració. L'interior està arrebossat.

## Història
Al segle xii, els Plans portava el nom de Pla Superior per distingir-la del Pla Inferior. Al segle xv, ja se l'anomenava Els Plans. Al segle xvi, es feren contractes de cases o terres a mitges; Margarida Boldó, mestressa dels Plans, feu l'any 1587 un contracte amb Arnau Gros, habitant del mas, per tres anys. La capella, la construïren al segle xviii, quant van fer obres de reestructuració de la casa.